# Sidi Abed (Maroc)
 (mai 2018).
Si vous disposez d'ouvrages ou d'articles de référence ou si vous connaissez des sites web de qualité traitant du thème abordé ici, merci de compléter l'article en donnant les références utiles à sa vérifiabilité et en les liant à la section « Notes et références ».
Sidi abed est une commune marocaine situé dans la région Casablanca-Settat ; .La commune Sidi Abid comprend plusieurs douar (villages), notamment : El kherba(El Hiayenna) ,Awlad chaoui, El khrachfa ,awlad lissir ...